# Матч СРСР — США з легкої атлетики 1964
Матч СРСР — США з легкої атлетики 1964 був проведений 25-26 липня у Лос-Анджелесі на Меморіал Колізеумі.

## Результати

### Чоловіки
| Місце | Атлет          | Результат |
| ----- | -------------- | --------- |
| 1     | Генрі Карр     | 10,3      |
| 2     | Джон Мун       | 10,7      |
| 3     | Едвін Озолін   | 10,7      |
| 4     | Гусман Косанов | 10,8      |

| Місце | Атлет        | Результат |
| ----- | ------------ | --------- |
| 1     | Генрі Карр   | 20,5      |
| 2     | Пол Дрейтон  | 21,0      |
| 3     | Борис Зубов  | 21,3      |
| 4     | Борис Савчук | 21,7      |

| Місце | Атлет          | Результат |
| ----- | -------------- | --------- |
| 1     | Майк Ларрабі   | 46,0      |
| 2     | Оллан Касселл  | 46,8      |
| 3     | Вадим Архипчук | 47,0      |
| 4     | Віктор Бичков  | 47,5      |

| Місце | Атлет           | Результат |
| ----- | --------------- | --------- |
| 1     | Джеррі Зіберт   | 1.47,5    |
| 2     | Дарнелл Мітчелл | 1.48,4    |
| 3     | Рейн Телп       | 1.49,9    |
| 4     | Абрам Кривошеєв | 1.52,4    |

| Місце | Атлет               | Результат |
| ----- | ------------------- | --------- |
| 1     | Джим Грелл          | 3.41,3    |
| 2     | Іван Бєлицький      | 3.42,3    |
| 3     | Морган Грот         | 3.45,7    |
| 4     | Адольфас Алексеюнас | 3.52,0    |

| Місце | Атлет            | Результат |
| ----- | ---------------- | --------- |
| 1     | Боб Шуль         | 14.12,4   |
| 2     | Білл Деллінджер  | 14.14,2   |
| 3     | Кестутіс Орентас | 14.18,0   |
| 4     | Петро Болотников | 14.20,0   |

| Місце | Атлет           | Результат |
| ----- | --------------- | --------- |
| 1     | Джеррі Ліндгрен | 29.17,6   |
| 2     | Леонід Іванов   | 29.39,8   |
| 3     | Микола Дутов    | 30.51,8   |
| 4     | Джон Гутнехт    | 31.22,2   |

| Місце | Атлет              | Результат |
| ----- | ------------------ | --------- |
| 1     | Блейн Ліндгрен     | 13,6      |
| 2     | Гейс Джонс         | 13,7      |
| 3     | Анатолій Михайлов  | 14,0      |
| 4     | Олександр Контарев | 14,1      |

| Місце | Атлет           | Результат |
| ----- | --------------- | --------- |
| 1     | Рекс Коулі      | 49,5      |
| 2     | Біллі Гардін    | 50,2      |
| 3     | Василь Анисимов | 51,1      |
| 4     | Імант Кукліч    | 52,3      |

| Місце | Атлет             | Результат |
| ----- | ----------------- | --------- |
| 1     | Джордж Янг        | 8.42,1    |
| 2     | Джефф Фішбек      | 8.43,6    |
| 3     | Едуард Осипов     | 8.43,9    |
| 4     | Лазар Народицький | 9,19,6    |

| Місце | Команда                                                      | Результат |
| ----- | ------------------------------------------------------------ | --------- |
| 1     | США Пол Дрейтон Берні Ріверс Річард Стеббінс Джон Мун        | 39,4      |
| 2     | СРСР Едвін Озолін Борис Зубов Гусман Косанов Микола Політико | 39,8      |

| Місце | Команда                                                          | Результат |
| ----- | ---------------------------------------------------------------- | --------- |
| 1     | США Оллан Касселл Генрі Карр Майк Ларрабі Уліс Вільямс           | 3.03,4    |
| 2     | СРСР Вадим Архипчук Валерій Фролов Василь Анисимов Віктор Бичков | 3.11,3    |

| Місце | Атлет                | Результат |
| ----- | -------------------- | --------- |
| 1     | Володимир Голубничий | 1:39.58,6 |
| 2     | Геннадій Агапов      | 1:40.00,6 |
| 3     | Рон Лейрд            | 1:40.56,6 |
| 4     | Рональд Зінн         | 1:45.58,4 |

| Місце | Атлет            | Результат |
| ----- | ---------------- | --------- |
| 1     | Валерій Брумель  | 2,23      |
| 2     | Джон Рембо       | 2,14      |
| 3     | Ед Каразерс      | 2,10      |
| 4     | Андрій Хмарський | 2,05      |

| Місце | Атлет              | Результат |
| ----- | ------------------ | --------- |
| 1     | Фред Гансен        | 5,28 WR   |
| 2     | Дейв Торк          | 4,85      |
| 3     | Геннадій Блізнєцов | 4,75 NR   |
| 4     | Ігор Петренко      | 4,65      |

| Місце | Атлет              | Результат |
| ----- | ------------------ | --------- |
| 1     | Леонід Барковський | 8,03      |
| 2     | Ральф Бостон       | 8,02      |
| 3     | Чарльз Мейс        | 7,79      |
| 4     | Олег Федосеєв      | 7,66      |

| Місце | Атлет            | Результат |
| ----- | ---------------- | --------- |
| 1     | Айра Девіс       | 16,43 NR  |
| 2     | Вітольд Креєр    | 16,19     |
| 3     | Володимир Горяєв | 15,85     |
| 4     | Білл Шарп        | 15,38     |

| Місце | Атлет                | Результат |
| ----- | -------------------- | --------- |
| 1     | Даллас Лонг          | 20,67 WR  |
| 2     | Віктор Ліпсніс       | 19,35 NR  |
| 3     | Ренді Метсон         | 19,09     |
| 4     | Адольфас Варанаускас | 18,25     |

| Місце | Атлет             | Результат |
| ----- | ----------------- | --------- |
| 1     | Ел Ортер          | 61,10     |
| 2     | Джей Сільвестер   | 58,91     |
| 3     | Віктор Компанієць | 57,84     |
| 4     | Кім Буханцов      | 56,73     |

| Місце | Атлет              | Результат |
| ----- | ------------------ | --------- |
| 1     | Ромуальд Клим      | 68,81     |
| 2     | Геннадій Кондрашов | 68,26     |
| 3     | Гарольд Конноллі   | 67,41     |
| 4     | Ед Берк            | 63,27     |

| Місце | Атлет              | Результат |
| ----- | ------------------ | --------- |
| 1     | Яніс Лусіс         | 82,55     |
| 2     | Володимир Кузнецов | 80,80     |
| 3     | Франк Ковеллі      | 80,01     |
| 4     | Ян Сікорські       | 77,25     |

| Місце | Атлет              | Результат |
| ----- | ------------------ | --------- |
| 1     | Василь Кузнецов    | 7842      |
| 2     | Дон Джейзі         | 7670      |
| 3     | Михайло Стороженко | 7444      |
| 4     | Расс Годж          | 7444      |

### Жінки
| Місце | Атлетка       | Результат |
| ----- | ------------- | --------- |
| 1     | Едіт Макгвайр | 11,5      |
| 2     | Вайомія Таєс  | 11,6      |
| 3     | Галина Попова | 12,0      |
| 4     | Марія Іткіна  | 12,1      |

| Місце | Атлетка             | Результат |
| ----- | ------------------- | --------- |
| 1     | Едіт Макгвайр       | 23,3      |
| 2     | Вів'єн Браун        | 24,0      |
| 3     | Людмила Самотьосова | 24,5      |
| 4     | Галина Попова       | 24,5      |

| Місце | Атлетка          | Результат |
| ----- | ---------------- | --------- |
| 1     | Людмила Гуревич  | 2.07,5    |
| 2     | Тамара Бабінцева | 2.07,7    |
| 3     | Лея Ферріс       | 2.08,3    |
| 4     | Сенді Нотт       | 2.10,2    |

| Місце | Атлетка        | Результат |
| ----- | -------------- | --------- |
| 1     | Ірина Пресс    | 10,8      |
| 2     | Нілія Кулькова | 11,0      |
| 3     | Черрі Шеррард  | 11,1      |
| 4     | Роузі Бондс    | 11,1      |

| Місце | Команда                                                         | Результат |
| ----- | --------------------------------------------------------------- | --------- |
| 1     | США Віллі Вайт Роузі Бондс Вайомія Таєс Едіт Макгвайр           | 44,4      |
| 2     | СРСР Марія Іткіна Ренате Лаце Людмила Самотьосова Галина Попова | 45,0      |

| Місце | Атлетка            | Результат |
| ----- | ------------------ | --------- |
| 1     | Елеанор Монтгомері | 1,71      |
| 2     | Террезін Браун     | 1,66      |
| 3     | Таїсія Ченчик      | 1,66      |
| 4     | Галина Костенко    | 1,66      |

| Місце | Атлетка          | Результат |
| ----- | ---------------- | --------- |
| 1     | Тетяна Щелканова | 6,67      |
| 2     | Віллі Вайт       | 6,60      |
| 3     | Тетяна Талишева  | 6,25      |
| 4     | Марта Ватсон     | 5,99      |

| Місце | Атлетка       | Результат |
| ----- | ------------- | --------- |
| 1     | Тамара Пресс  | 18,11     |
| 2     | Галина Зибіна | 17,21     |
| 3     | Ерлін Браун   | 14,49     |
| 4     | Лінн Грем     | 13,90     |

| Місце | Атлетка           | Результат |
| ----- | ----------------- | --------- |
| 1     | Тамара Пресс      | 55,80     |
| 2     | Євгенія Кузнецова | 54,76     |
| 3     | Ольга Конноллі    | 51,81     |
| 4     | Ерлін Браун       | 45,74     |

| Місце | Атлетка          | Результат |
| ----- | ---------------- | --------- |
| 1     | Ельвіра Озоліна  | 55,05     |
| 2     | Олена Горчакова  | 53,65     |
| 3     | Реней Бейр       | 52,30     |
| 4     | Лерлін Гамільтон | 47,25     |

## Командний залік
|                 | СРСР | США |
| --------------- | ---- | --- |
| Чоловіки        | 97   | 139 |
| Жінки           | 59   | 48  |
| Загальний залік | 156  | 187 |

## Відео
- Відеоролік про матч на YouTube (англ.)